# Stenobothrus
Stenobothrus là một chi côn trùng thuộc họ Acrididae.

## Các loài
Chi này có các loài sau:
- Stenobothrus eurasius